# Carex orizabae
Carex orizabae är en halvgräsart som beskrevs av Frederik Michael Liebmann. Carex orizabae ingår i släktet starrar, och familjen halvgräs. Inga underarter finns listade i Catalogue of Life.